# 炭素スケール
炭素スケール（たんそスケール）は、物質質量をモル (mol) に換算するときの基本量として、炭素12の値を基準にするモル単位系（現在の国際単位系の定義）。詳細は、モルを参照。
工業的な熱力学計算においては、キログラム (kg) をもっぱら使用するにもかかわらず、モル単位系が次数をもったことにより、重量の回答にモルとキログラムの2つの単位系が存在することになった。